# Kubota
Kubota (クボタ) es una marca japonesa de vehículos agrícolas fundada en Osaka en febrero de 1890.

## Compañía de tractores Kubota

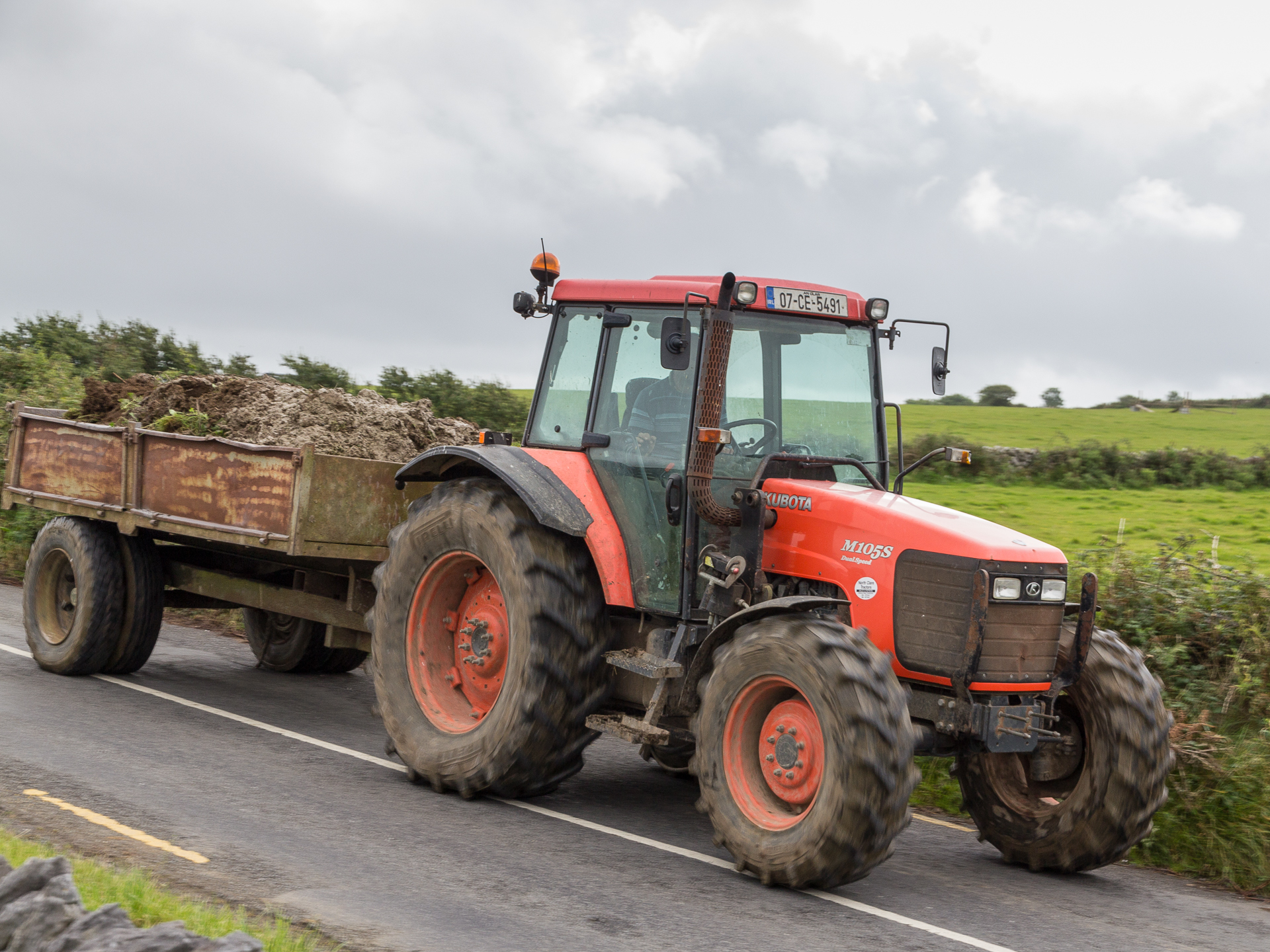
Kubota M105S

En 1969, comenzó a exportar tractores compactos L200, de 21 CV a los Estados Unidos. Debido al éxito inicial en el mercado americano, en 1972 se crea Kubota Tractor Corporation en Torrance, California. Kubota también es propietaria de otras empresas similares de tractores en muchos países, entre ellos Australia, Canadá, Francia, Alemania, España, y el Reino Unido. 
Kubota también dispone de otra fábrica de tractores y partes en Tukubamirai, Prefectura de Ibaraki.

### Fabricación de motores
Kubota es uno de los principales OEM (fabricantes de equipos originales) de compactos diésel y gasolina para motores industriales, agrícolas, para generadores de aplicaciones, e incluso vehículos sin carné, como la serie RTV. Establecida en 1999, KEA distribuye y comercializa Motores Kubota (de 6 a 83 caballos de fuerza). Los productos Kubota se venden en unos 130 países.

### Kubota en España
Kubota tiene presencia en España desde 1986, inicialmente junto a la marca española de tractores Ebro, con un 15% de participación de Ebro Kubota. En 1989 toman el control de la misma.

## Productos
- Tractores y equipos agrícolas
- Tuberías de metal
- Soluciones con mallas
- Motores
- Equipamiento de construcción
- Máquinas expendedoras
- Válvulas
- Bombas
- Equipo para el agua y el tratamiento de aguas residuales
- Aire acondicionado

La empresa está especializada en tres tipos de productos: tractores, segadoras y utilitarios agrícolas. Los tractores se dividen en cuatro series diferentes en función de la potencia que van de los tractores más pequeños con 16 CV hasta los 26 CV, y la serie M, la más potente de la marca que va de los 66 CV hasta los 105 CV. Por otro lado, las segadoras o tractores cortacésped, especializados para cortar grandes extensiones de césped. Estos también se dividen en cuatro series diferentes en función de su potencia. Por último, Kubota, ofrece también vehículos RTV, o vehículos multiusos.

## Galería

Oficinas centrales de Kubota en Naniwa-ku (Osaka)
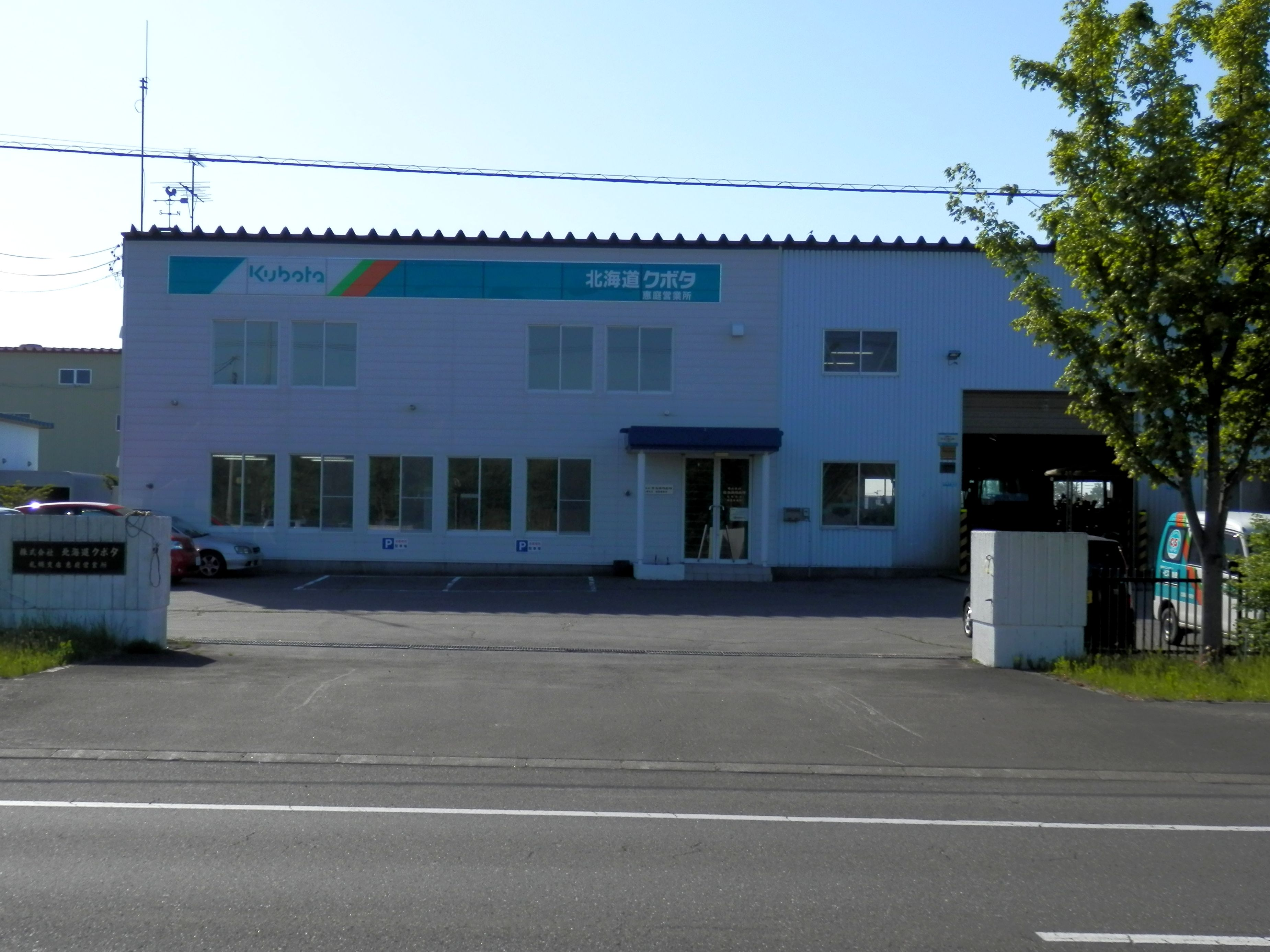
Oficina de Kubota en Eniwa (Hokkaidō)
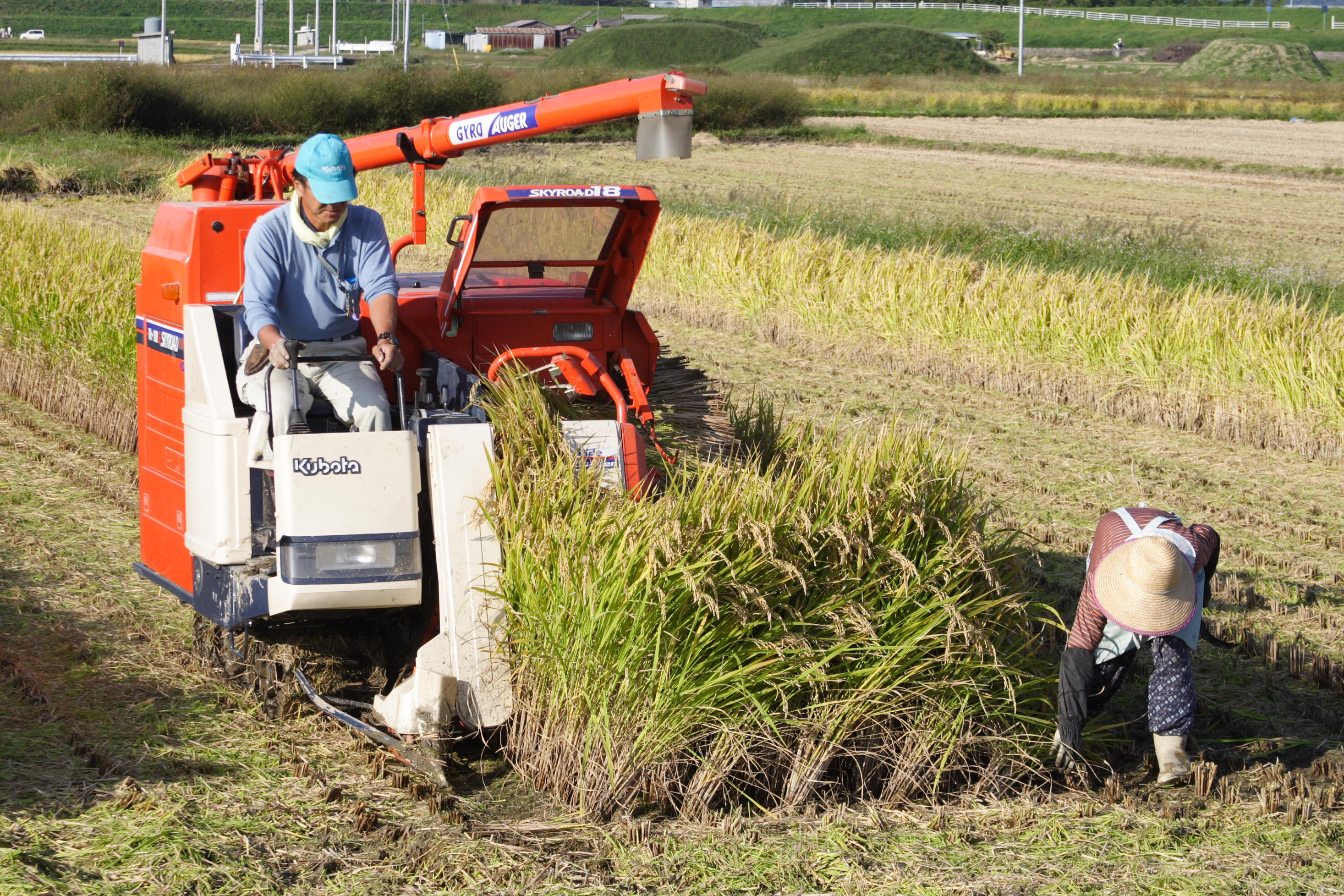
Un recolector de arroz de Kubota en acción
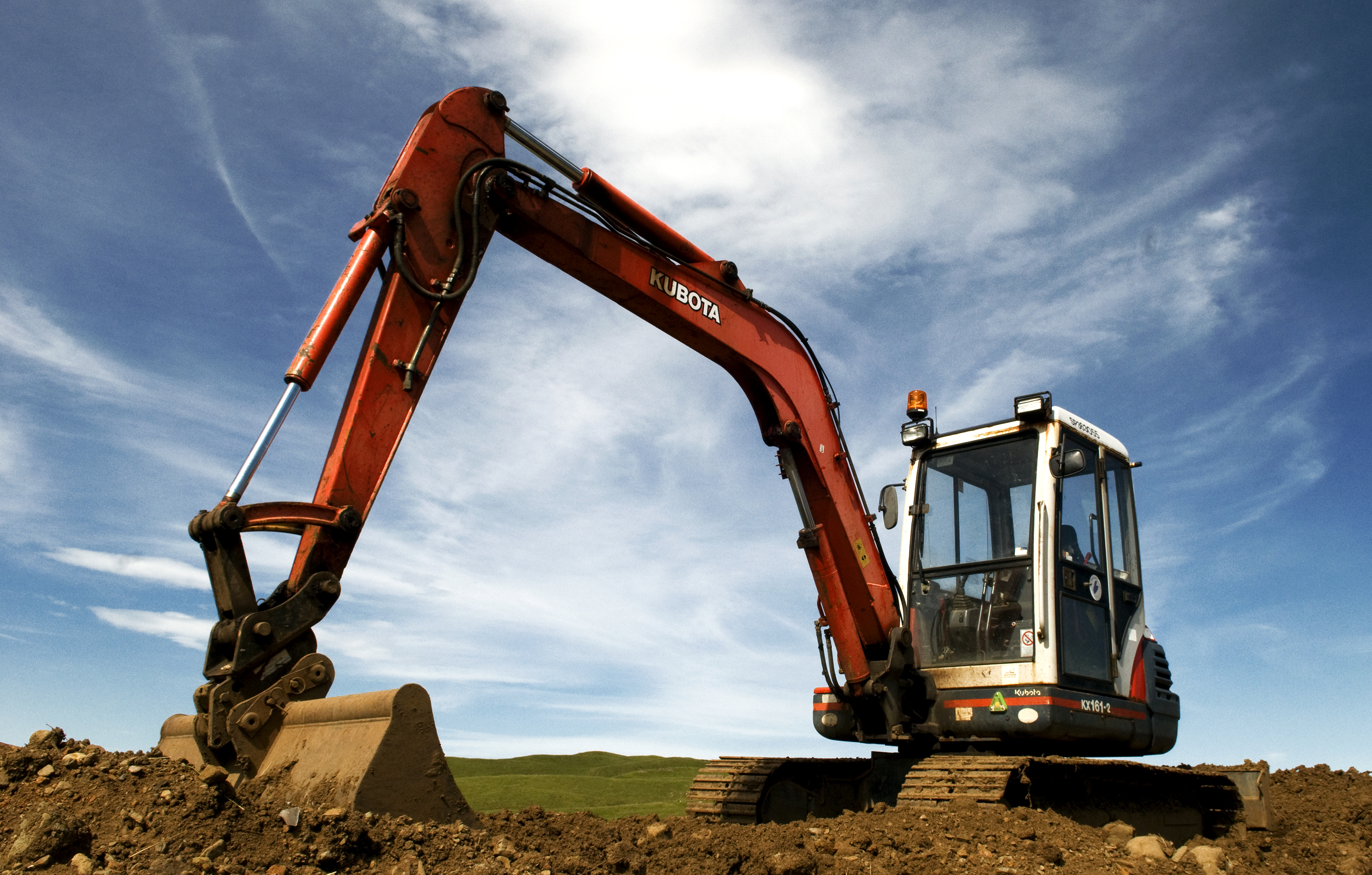
Una retroexcavadora de Kubota
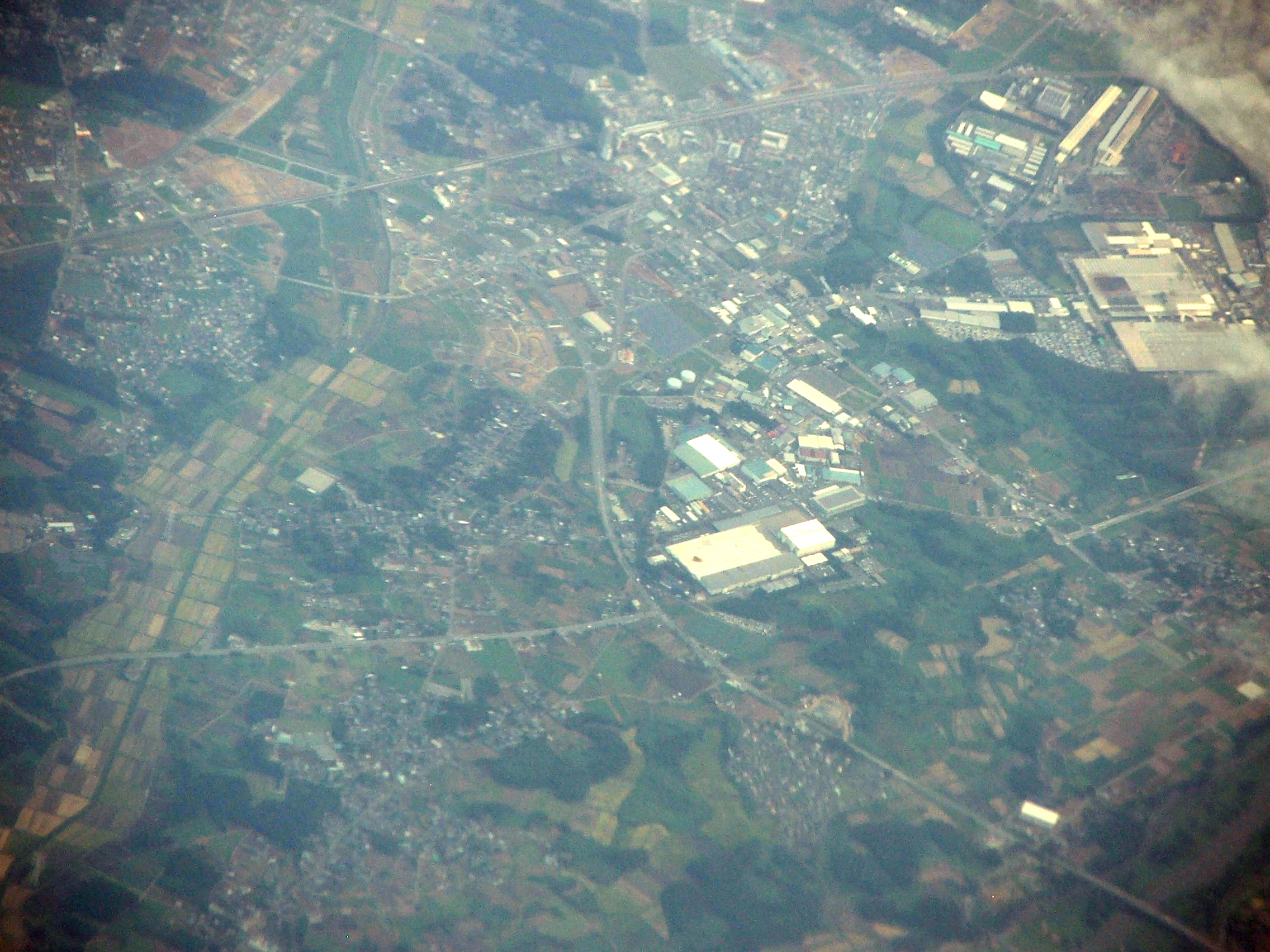
Vista aérea con Kubota en Tsukubamirai (Ibaraki)